# الكراد

نبتة الكرّاد

الكرّاد أو الثوم البري نبات بصله وأوراقه بنفس طعم الثوم المزروع تماماً .غير أن بصلته بفصل وحيد .وتتكون بصيلات صغيرة بجوار الكبيرة ,لتنمو في العام اللاحق ,كنبتات كرّاد ( كما تظهر الصور ). يفرم ويقلى مع البيض .أو يحمس مع البلغصون أو السلبين... الخ.

## معرض الصور
|  |  |  |

|  |  |